# Ключ 94
| 犬                     | 犬                 | 犬                 |
| ---------------------- | ------------------ | ------------------ |
| 93                     | 94                 | 95                 |
| Піньінь:               | quǎn               | quǎn               |
| Чжуїнь:                | ㄑㄩㄢˇ            | ㄑㄩㄢˇ            |
| Вейд-Джайлз:           | ch'üan3            | ch'üan3            |
| Ютпхін:                | hyun2              | hyun2              |
| Он:                    |                    |                    |
| Кун:                   |                    |                    |
| Кандзі:                | 犬 inu 犭kemonohen | 犬 inu 犭kemonohen |
| Хун:                   | 개 gae             | 개 gae             |
| Им:                    | 견 gyeon           | 견 gyeon           |
| Індекс у Вікісловнику: | 犬                 | 犬                 |

Ключ 94 — ієрогліфічний ключ, що означає собака і є одним із 34 (загалом існує 214) ключів Кансі, що складаються з чотирьох рисок.
У Словнику Кансі 444 символи із 40 030 використовують цей ключ.

## Символи, що використовують ключ 94

Як писати ієрогліф.

| без додаткових | 犬 犭                                                                                        |
| 1 додаткова    | 犮                                                                                           |
| 2 додаткові    | 犯 犰                                                                                        |
| 3 додаткові    | 犱 犲 犳 犴 犵 状 犷 犸                                                                      |
| 4 додаткові    | 犹 犺 犻 犼 犽 犾 犿 狀 狁 狂 狃 狄 狅 狆 狇 狈                                              |
| 5 додаткових   | 狉 狊 狋 狌 狍 狎 狏 狐 狑 狒 狓 狔 狕 狖 狗 狘 狙 狚 狛 狜 狝 狞                            |
| 6 додаткових   | 狟 狠 狡 狢 狣 狤 狥 狦 狧 狨 狩 狪 狫 独 狭 狮 狯 狰 狱 狲                                  |
| 7 додаткових   | 倐 狳 狴 狵 狶 狷 狸 狹 狺 狻 狼 狽 狾 狿 猀 猁 猂 猃                                        |
| 8 додаткових   | 猄 猅 猆 猇 猈 猉 猊 猋 猌 猍 猎 猏 猐 猑 猒 猓 猔 猕 猖 猗 猘 猙 猚 猛 猜 猝 猞 猟 猠 猡 猪 |
| 9 додаткових   | 猢 猣 猤 猥 猦 猧 猨 猩 猫 猬 猭 献 猯 猰 猱 猲 猳 猴 猵 猶 猷 猸 猹 獓                      |
| 10 додаткових  | 猺 猻 猼 猽 猾 猿 獀 獁 獂 獃 獄 獅 獆 獇 獈 獉 獊                                           |
| 11 додаткових  | 獌 獍 獎 獏 獐 獑 獒 獔 獕                                                                   |
| 12 додаткових  | 獋 獖 獗 獘 獙 獚 獛 獜 獝 獞 獟 獠 獡 獢 獣 獤                                              |
| 13 додаткових  | 獥 獦 獧 獨 獩 獪 獫 獬 獭                                                                   |
| 14 додаткових  | 獮 獯 獰 獱 獲 獳 獴                                                                         |
| 15 додаткових  | 獵 獶 獷 獸                                                                                  |
| 16 додаткових  | 獹 獺 獻                                                                                     |
| 17 додаткових  | 獼 獽                                                                                        |
| 18 додаткових  | 獾 獿                                                                                        |
| 19 додаткових  | 玀                                                                                           |
| 20 додаткових  | 玁 玂 玃                                                                                     |